# Chaguinhas
Francisco José das Chagas, mais conhecido como Chaguinhas, foi um cabo negro do Primeiro Batalhão de Santos no período do Império português. Chaguinhas foi enforcado no ano de 1821, após participar de uma revolta que reivindicava soldos atrasados (remuneração militar) e igualdade de valores no pagamento para os militares brasileiros e portugueses.

## História
Em 27 de julho de 1821, sob o governo do tenente-coronel Bento Alberto da Gama e Sá, abrigava-se no velho quartel da Rua de Santa Catarina o Primeiro Batalhão de Caçadores, parte da guarnição, composta ao todo de um regimento. Nesse quartel, teve origem a Revolta nativista, onde os amotinados reivindicavam salários com atrasos de 5 anos, aumento do soldo e igualdade no tratamento de soldados brasileiros e portugueses. A sentença do Chaguinhas e José Joaquim Cotindiba, foi a pena de morte pela forca. Chefiada por Chaguinhas e outros seis soldados, os amotinados atacaram uma embarcação de bandeira portuguesa, fato que causou a prisão de seus líderes, Chaguinhas, Cotindiba, Sargento José Corrêa, o furriel Joaquim Roiz, os soldados José Maria Ramos e José Joaquim Lontra e o cabo Floriano Peres. Francisco das Chagas e Cotindiba foram os únicos que seguiram presos para São Paulo, aparentemente pelo fato de serem os cabeças do motim, fato que foi contestado pelos irmãos Andradas (José Bonifácio de Andrada e Silva, Martim Francisco Ribeiro de Andrada e Antônio Carlos Ribeiro de Andrada Machado e Silva) que, sem afrontar visivelmente a grande força dos retrógrados de São Paulo, queriam tentar a salvação dos soldados de sua terra.

### Condenação
Sua condenação chocou a cidade. A forca foi erguida no atual Largo da Liberdade. No dia 20 de setembro de 1821 houve a execução. Primeiro foi o soldado Contindiba. Depois, foi lançado Chaguinhas, mas a corda arrebentou e o réu caiu ao chão. O povo, que a tudo assistia, gritou: "Liberdade", termo esse que deu origem ao atual nome do local. Era o costume desse tempo, perdoar-se o condenado, ou comutar-lhe a pena, em casos semelhantes. Para outros era a vontade de Deus, mais poderosa que a dos homens. O governo, consultado, foi intolerante, e novamente foi armado o laço e dependurado para lançamento. E assim se fez. Mas eis que a corda arrebentou de novo. E o povo gritou: “Milagre!”. De qualquer forma, Chaguinhas, pela terceira vez foi enforcado, mas ainda mostrando sinais vitais, foi assassinado a pauladas, terminando a pena.

### Legado
Velas foram acesas e uma cruz foi erguida no local do crime. Em 1887 foi construída uma capela, a Capela de Santa Cruz das Almas dos Enforcados. Ou simplesmente Igreja das Almas. A documentação primária diz que sua primeira missa celebrou-se em 1 de maio de 1891, ano de sua fundação. Sua festa passou a se dar no dia 3 de maio, pois em abril de 1911 a Irmandade de Santa Cruz dos Enforcados solicitou ao vigário foral do arcebispado (São Paulo já se tornara sede de Arquidiocese nessa época) a permissão para a procissão e a festa de 3 de maio.
| “ | “Vi com meus próprios olhos a execução do cabo Chaguinha, que se deu antes do julgamento do pedido de clemência feito ao príncipe regente, D. Pedro I. Ao iniciar o enforcamento, o cabo caiu porque a corda se rompeu. Como não havia corda própria para enforcar, usaram laço de couro, mas o instrumento não foi capaz de o sufocar com presteza. A corda novamente se partiu e o condenado caiu ainda semivivo; já em terra foi acabado de assassinar” - Padre Diogo Antônio Feijó | ” |

Até os dias atuais Chaguinhas é cultuado na Capela dos Aflitos que fica ao final da Rua dos Aflitos, na Liberdade. Na pequena capela há a cela onde Chaguinhas ficou preso. Ali, devotos costumam escrever seus pedidos, colocar na porta e bater 3 vezes.
Hoje, sua história também serve de inspiração para um novo processo de reconhecimento do bairro da Liberdade como importante território e marco da história dos negros na cidade de São Paulo.